# Tobrilus helveticus
Tobrilus helveticus is een rondwormensoort uit de familie van de Tobrilidae. De wetenschappelijke naam van de soort is voor het eerst geldig gepubliceerd in 1914 door Hofmänner & Menzel.